# Guerre du seau volé
 (mars 2025).
Batailles
Avant Frédéric II
- Siège de Tortone
- Sac de Spolète
- Siège de Crema
- Bataille de Carcano
- Siège de Milan
- Bataille de Prataporci
- Siège d'Alexandrie
- Bataille de Legnano
- Bataille de Calcinato (1201)

Règne de Frédéric II
- Bataille de Cingoli
- Bataille de Cortenuova
- Siège de Brescia
- Siège de Faenza
- Bataille de Giglio
- Siège de Viterbe
- Bataille de Parme
- Bataille de Fossalta

Après Frédéric II
- Bataille de Cassano
- Bataille de Montaperti
- Bataille de Bénévent
- Bataille de Tagliacozzo
- Bataille de Colle
- Bataille de Roccavione
- Bataille de Desio
- Vêpres siciliennes
- Bataille de Forlì
- Bataille de Pieve al Toppo
- Bataille de Campaldino
- Bataille de La Lastra
- Campagne de Henry VII
  - Révolte de Milan
- Bataille de Soncino (1312)
- Guerre du seau volé
  - Bataille de Zappolino
- Bataille de Gamenario

La guerre du seau volé ou guerre du seau de chêne (en italien : Guerra della secchia rapita) a eu lieu en 1325, entre les Cités-États rivales de Bologne et de Modène, dans la région d'Émilie-Romagne dans le nord de l'Italie. Cette guerre s'inscrit dans les 300 ans de conflits entre Guelfes et Gibelins.
Modène a remporté la bataille de Zappolino, la seule de cette guerre, et conserve aujourd'hui le seau.
Le poète du XVIIe siècle Alessandro Tassoni a décrit cet épisode dans le poème héroï-comique Le seau enlevé et a contribué à sa notoriété.

## Contexte
Entre la fin du Moyen Âge et la Renaissance, le nord de l'Italie est divisé entre des factions soutenant les revendications politiques du Saint-Empire-Romain (« les Gibelins ») et des factions soutenant celles du Pape (« les Guelfes »). Modène était alors gibeline et Bologne guelfe. Cette différence politique a exacerbé les conflits sur ces territoires de frontières.
Dans les années précédant 1325, il y avait eu divers épisodes qui peuvent être considérés comme les signes avant-coureurs de cet affrontement. En 1296, les Bolonais avaient envahi les terres de Bazzano et de Savignano sul Panaro et les avaient soustraites en fait aux Modénais grâce à l'appui du pape Boniface VIII. En effet, ce dernier rendit une sentence arbitrale par laquelle il reconnaissait la possession des châteaux de ces localités par le parti guelfe. Par cette manœuvre, le pape entendait renforcer son pouvoir sur les guelfes, qui voyaient dans les gibelins de Modène, alliés de l'empereur, l'ennemi principal avec lequel ils devaient résoudre l'ancien problème des frontières.
Durant les mois qui précédèrent la bataille, les tensions militaires à la frontière entre Modène et Bologne se sont intensifiées. En juillet, les Bolonais pénètrent dans le territoire de Modène et mettent à sac la campagne.

## Bataille de Zappolino
La bataille eu lieu le 15 novembre 1325, soit à 15h30 soit au coucher du soleil. Elle a opposé environ 32 000 Bolonais (30 000 fantassins et 2 500 cavaliers) contre 7 000 Modénois (5 000 fantassins, 2 800 cavaliers). La bataille fut très brève (près de deux heures), mais se conclut par la terrible défaite de l'armée bolonaise. En effet, malgré leur supériorité numérique les troupes guelfes, surprises par l'attaque latérale, fuirent.
Les Modénais parvinrent aux portes de Bologne mais ne tentèrent toutefois pas d'assiéger la ville. Ils se sont contentés de narguer quelques jours les vaincus en courant quatre palios hors les murs et rentrèrent finalement à Modène en emportant comme trophée le seau d'un puits,.

## Suites

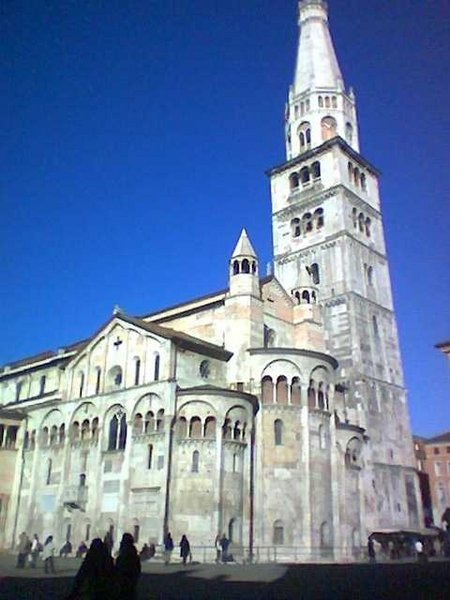
Torre della Ghirlandina, à Modène endroit où le seau était conservé.

Quelques mois plus tard, en janvier 1326, la paix conclue par les deux partis entraîna la restitution des terres et des châteaux que les gibelins avaient conquis sur les Bolonais, probablement en échange d'argent.
Après la guerre, le pouvoir des Gibelins avait de nouveau augmenté. Les guerres des Guelfes et des Gibelins se sont poursuivies jusqu'en 1529 lorsque Charles Ier d'Espagne a pris le pouvoir impérial en Italie pendant les guerres d'Italie. Face à la menace d'une invasion étrangère, les deux factions ont fait la paix l'une avec l'autre.
Le seau en bois a été conservé suspendu dans le campanile de la cathédrale de Modène, la tour de la Ghirlandina. Aujourd'hui, le seau considéré comme authentique est gardé dans le Palazzo communale de la ville tandis qu'une réplique se trouve dans la tour.